# Wellenflug (Vögel)
Der Wellen- oder Bolzenflug, auch intermittierender Flug, ist die Art, wie viele kleinere und mittelgroße Vögel fliegen, insbesondere viele rundflügelige Singvögel. Phasen mit schnellen Flügelschlägen, bei denen die Vögel an Höhe gewinnen, wechseln sich mit Schlagpausen ab, bei denen die Vögel pfeilartig absinken.
Für diese Form des Vogelflugs gab Sir Michael James Lighthill eine einfache Erklärung: Immer dann, wenn der Reibungswiderstand an den gestreckten Flügeln größer wird als der auftriebsabhängige induzierte Widerstand, kann – bei vorgegebener Flugstrecke – Energie gespart werden, indem der Vogel seine Flügel zeitweise anlegt. Diesen Vorteil haben Vögel freilich nur dann, wenn ihre Fluggeschwindigkeit deutlich höher ist, als die Geschwindigkeit mit dem geringsten Luftwiderstand (die ihrerseits wieder etwas über der optimalen Geschwindigkeit mit dem geringstmöglichen Leistungsaufwand liegt). Intermittierend können also nur kleinere Vögel fliegen, die über relativ große Leistungsreserven verfügen.